# Georg Adam von Martinitz (nobile 1602)

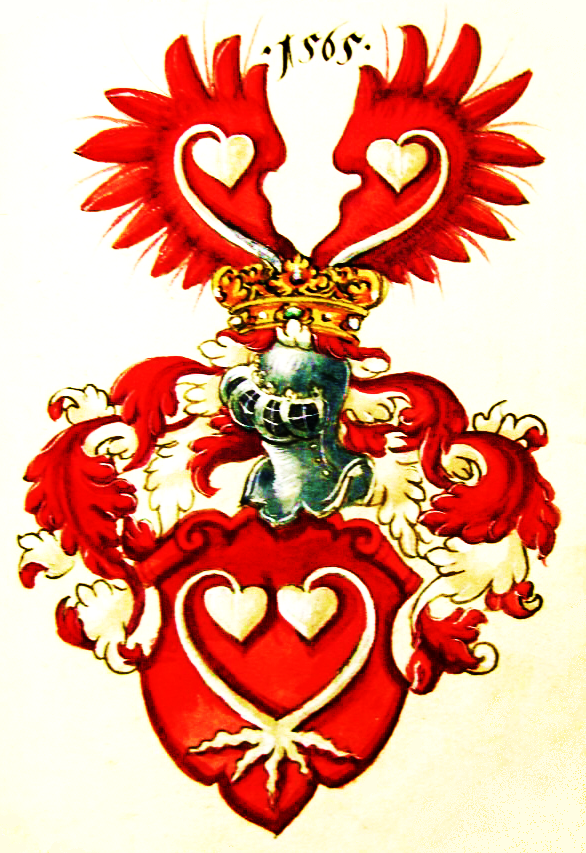
Stemma della famiglia Martinic

Georg Adam von Martinitz (Smečno, 9 giugno 1602 – Vienna, 6 novembre 1651) è stato un nobile ceco e alto funzionario (presidente della Camera ceca, cancelliere ceco), autore di un'autobiografia.

## Biografia

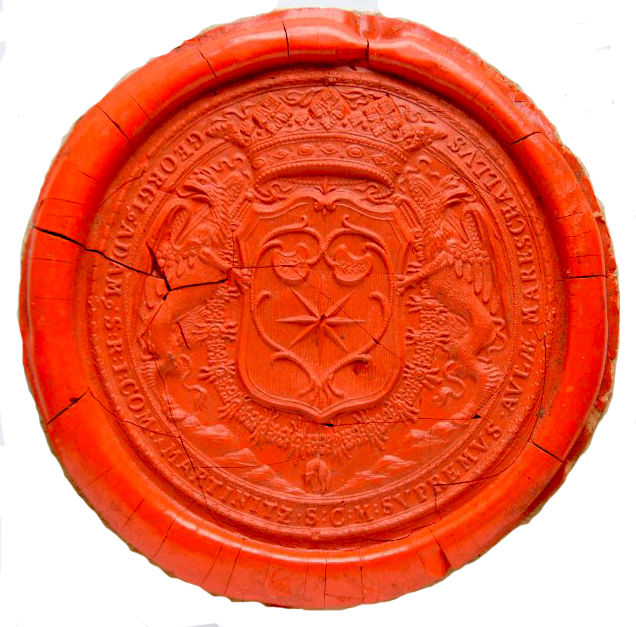
Sigillo del 1645.

Jiří Adam z Martinic era il figlio maggiore di Jaroslav Bořita z Martinic (1582-1649), la cui intera famiglia lasciò gradualmente la Boemia dopo la defenestrazione nel 1618, e di Marie Eusebie ze Šternberka. Georg Adam continuò i suoi studi a Graz, dove ottenne il dottorato in filosofia nel 1620. Intraprese quindi un viaggio da cavaliere di cinque anni, la maggior parte dei quali trascorsi a studiare a Leuven, viaggiando nell'Europa occidentale e meridionale per il resto del tempo.
Nel 1625, dopo una breve esperienza nell'esercito della Lega cattolica, tornò in Boemia, dove l'anno successivo assunse l'amministrazione del feudo di Hořovice. Dal 1627 al 1628 ricoprì la carica di vicepresidente del Consiglio di Appello, poi fino al 1632 presidente della Camera ceca, poi cancelliere di Ferdinando III d'Asburgo. A Praga e dopo la morte di Ferdinando II d'Asburgo a Vienna come assistente del Cancelliere Supremo ceco Vilém Slavata. Fu cavaliere dell'Ordine del Toson d'oro dal 1644 circa. Fu sposato con Giovanna Gonzaga (1612–1688) dal 1626, ma il matrimonio non ebbe figli, quindi la proprietà in Boemia fu acquistata dal fratello Bernard Ignác Jan z Martinic.
Si conserva una parziale autobiografia Descriptio annorum vitae et negotiorum gestorum illustrissimi domini Georgii comitis de Martinitz, particolarmente preziosa come diario di viaggio aristocratico (questa sezione fu scritta dal maestro di corte di Martinitz e guida Albertem Kolbem).